# Oxyjulis californica
Oxyjulis californica, tên thông thường là señorita (tiếng Tây Ban Nha), là loài cá biển duy nhất thuộc chi Oxyjulis trong họ Cá bàng chài. Loài cá này được mô tả lần đầu tiên vào năm 1861.

## Từ nguyên
Từ oxyjulis trong tên chi có nguồn gốc từ tiếng Hy Lạp cổ đại, được ghép từ oxy ("sắc nhọn", ám chỉ phần mõm nhọn) và julis (tên gọi của một chi cũ trong họ Cá bàng chài). Từ định danh của loài cá này được đặt theo tên của nơi đầu tiên tìm thấy chúng, bang California, Hoa Kỳ.

## Phạm vi phân bố và môi trường sống
O. californica có phạm vi phân bố ở Đông Thái Bình Dương. Loài này được ghi nhận từ khu bảo tồn biển Salt Point (quận Sonoma, California) trải dài về phía nam đến hơn nửa phía bắc của bán đảo Baja California.
O. californica sinh sống trong những rừng tảo bẹ và những bụi rong biển, thường được tìm thấy phổ biến ở độ sâu khoảng 20 m trở lại, nhưng cũng đã được quan sát ở độ sâu đến 97 m.

## Mô tả
Chiều dài cơ thể tối đa được ghi nhận ở O. californica là 25 cm. Cơ thể của O. californica thuôn dài, được so sánh với hình dạng của điếu xì gà, được bao phủ bởi những lớp vảy lớn. Vùng lưng có màu nâu đồng, chuyển thành màu nâu cam ở hai bên thân, và trắng ở vùng bụng. Một số cá thể có màu vàng nâu hoặc vàng cam ở cả phần lưng và hai bên thân, chuyển sang màu trắng ở vùng bụng. Gốc vây đuôi có một đốm màu nâu đen. Miệng nhỏ, có những chiếc răng nanh nhô ra trước dùng để cạo những loài thủy sinh không xương sống khỏi rong tảo và những ký sinh bám trên cơ thể các loài động vật khác.
Số gai ở vây lưng: 9 - 10; Số tia vây mềm ở vây lưng: 13; Số gai ở vây hậu môn: 3; Số tia vây mềm ở vây hậu môn: 13.

## Sinh thái
Thức ăn của O. californica phần lớn là những loài thủy sinh không xương sống trên các bẹ tảo. Chúng thường bơi theo từng nhóm nhỏ, nhưng cũng có khi sống đơn độc.
Khi bị đe dọa, O. californica sẽ đào hang dưới lớp bùn cát và chui mình vào đó. Khi ngủ, O. californica vùi thân mình vào trong hang, để lộ phần đầu ra bên ngoài.

### Cá dọn vệ sinh
Tương tự nhiều loài trong họ Cá bàng chài, O. californica có một tập tính là ăn những loài giáp xác ký sinh và mô chết trên cơ thể của những loài cá khác. Khi gặp những cá thể O. californica, những loài cá "khách hàng" sẽ ngừng bơi, căng rộng các vây và chúi đầu xuống, ra dấu hiệu cần được "làm sạch". Người ta nhận thấy, O. californica có thể bị nhiễm ký sinh từ các loài cá "khách hàng" mà chúng đang làm vệ sinh, nhiều hơn so với những cá thể đồng loại không thực hiện hành vi này.
O. californica cũng có thể trở thành con mồi cho những loài "khách hàng", vì chúng đã được tìm thấy trong dạ dày của các loài ăn thịt như Paralabrax clathratus, Sebastes paucispinis và Sebastes constellatus, và nhiều loài động vật ăn cá khác như chim cốc. Tuy nhiên, tỉ lệ săn mồi trên những cá thể làm vệ sinh dường như cực kỳ thấp. Điều này có thể liên quan đến việc những loài cá dọn vệ sinh có khả năng nhận diện những loài "khách hàng" (như Labroides dimidiatus), và chúng chỉ làm vệ sinh cho những loài cá ăn thịt không có ý định kiếm ăn, hoặc một số loài cá dọn vệ sinh có vị không ngon đối với những loài ăn thịt, như đã đặt ra giả thiết ở O. californica và cá bống Elacatinus.

### Quay lại vị trí ban đầu
Trong một cuộc khảo sát ở ngoài khơi đảo Santa Catalina, California, nơi mà các rừng tảo bẹ khổng lồ Macrocystis pyrifera mọc dày đặc, người ta thu thập những cá thể thuộc ba loài: O. californica và cá thia Chromis punctipinnis (đều đã trưởng thành), cùng cá mú Paralabrax clathratus (chưa trưởng thành) để tiến hành nghiên cứu về hành vi quay trở lại nơi cư trú ban đầu của chúng. Sau khi đánh dấu để theo dõi, người ta thả chúng đến một rừng tảo bẹ khác.
Trong số các loài được chuyển đến những địa điểm mới, có đến 80% số cá thể O. californica và hoàn toàn 100% số cá thể C. punctipinnis được đánh dấu đã quay trở lại nơi thu thập ban đầu. Điều đó cho thấy rằng, những loài cá này có khả năng định vị chính xác địa điểm mà chúng đã từng cư trú, và có thể quay trở lại vị trí này nếu chúng được thả ở một nơi khác. Ngược lại, người ta không ghi nhận bất kỳ một cá thể P. clathratus được đánh dấu nào quay trở lại nơi ban đầu. Việc tách một cá thể P. clathratus chưa trưởng thành khỏi nơi sinh sống được suy đoán là có thể ảnh hưởng đến sự sống sót của nó.

### Trích dẫn
- John E. Fitch; Robert J. Lavenberg (1975). Tidepool and Nearshore Fishes of California. Nhà xuất bản Đại học California. tr. 79-80. ISBN 978-0520028456.
- Margaret Barnes; R. N. Gibson biên tập (2000). Oceanography and Marine Biology: An Annual Review (Volume 38). Nhà xuất bản CRC. ISBN 978-0203180525.
- Lovell Langstroth; Libby Langstroth (2000).  Todd Newberry (biên tập). A Living Bay: The Underwater World of Monterey Bay. Nhà xuất bản Đại học California. ISBN 978-0520221499.